# Landowska (inslagkrater)
Landowska is een inslagkrater op de planeet Venus. Landowska werd in 1985 genoemd naar de Poolse klaveciniste Wanda Landowska (1879-1959).
De krater heeft een diameter van 33 kilometer en bevindt zich in het quadrangle Snegurochka Planitia (V-1).